# 中央事務局駅
中央事務局駅（英語：Central Secretariat、ヒンディー語：केन्द्रीय सचिवालय）は、インドデリーにあるデリー・メトロイエローラインおよびバイオレットラインの駅である。
当駅は、バイオレットラインの北のターミナル駅で、2005年から2010年9月までイエローラインの南のターミナル駅だった。
駅の近くにランドマークは、 Krishi Bhavan,と国会議事堂(en:Parliament of India)などである。
駅近くに、DTC（デリートランスポートコーポレーション）のケンドバスターミナルがあり、7系統（Kewal Park行き）、 185系統（Nathul Pura行き）、190系統（Burari行き）、260系統（Harsh Vihar行き）、 270系統（Karawal Nagar行き）、271系統（Jagat Pur Temple行き） 、581系統（Deoli行き）などがある。
| スタブアイコン | サブスタブ | この項目は、まだ閲覧者の調べものの参照としては役立たない、鉄道に関連した書きかけの項目です。この項目を加筆・訂正などしてくださる協力者を求めています（P:鉄道/PJ:鉄道）。 |